# Simmatjärnen (Ljusdals socken, Hälsingland, 689390-151435)
Simmatjärnen är en sjö i Ljusdals kommun i Hälsingland och ingår i Delångersåns huvudavrinningsområde.